# Лебедянка (Земетчинський район)
Лебедя́нка (рос. Лебедянка) — присілок у складі Земетчинського району Пензенської області, Росія.
Населення — 91 особа (2010; 143 у 2002).
Національний склад станом на 2002 рік:
- росіяни — 99 %